# جاك ترافيس
جاك ترافيس (بالإنجليزية: Jack Travis)‏ هو مهندس معماري أمريكي، ولد في 2 مارس 1952.